# Urartu
Urartu (tiếng Armenia: Ուրարտու), còn gọi là Vương quốc Van (tiếng Urartu: Biai, Biainili; tiếng Armenia: Վանի թագավորություն, Vani t′agavorut′yun; tiếng Assyria: māt Urarṭu; tiếng Babylon: Urashtu), là một vương quốc thời kỳ đồ sắt, tập trung quanh hồ Van tại sơn nguyên Armenia. Nó tương ứng với Vương quốc Ararat trong Kinh Thánh.
Nơi đây nằm ở khu vực núi non giữa Tiểu Á, Lưỡng Hà, sơn nguyên Iran và dãy núi Kavkaz, mà ngày nay gọi là sơn nguyên Armenia. Vương quốc này hưng thịnh vào giữa thế kỷ 9 TCN, nhưng dần suy thoái rồi cuối cùng bị người Media xâm lược vào đầu thế kỷ 6 TCN. Người kế thừa Urartu có thể xem là người Armenia và các vương quốc của họ.

### Sách liên quan
- Ashkharbek Kalantar, Materials on Armenian and Urartian History (with a contribution by Mirjo Salvini), Civilisations du Proche-Orient: Series 4 – Hors Série, Neuchâtel, Paris, 2004;ISBN 978-2-940032-14-3
- Boris B. Piotrovsky, The Ancient Civilization of Urartu (translated from Russian by James Hogarth), New York:Cowles Book Company, 1969.
- M. Salvini, Geschichte und Kultur der Urartäer, Darmstadt 1995.
- R. B. Wartke, Urartu — Das Reich am Ararat In: Kulturgeschichte der Antiken Welt, Bd. 59, Mainz 1993.
- P. E. Zimansky, Ecology and Empire: The Structure of the Urartian State, [Studies in Ancient Oriental Civilization], Chicago: Oriental Institute, 1985.
- P. E. Zimansky, Ancient Ararat. A Handbook of Urartian Studies, New York 1998.